# Лозен (връх)
Вижте пояснителната страница за други значения на Лозен.
Лозен или Кале баир (на гръцки: Κουτουλιού Μαγούλα, Καλέ Μπαΐρ) е връх в планината Беласица с височина 1898 m или 1905 m.
Върхът се издига на главното планинско било, западно от връх Радомир и източно от връх Тумба. На север от Лозен се отделя късият рид Мангърско. Има трапецовидна форма и стръмни склонове. Изграден е от метаморфни скали. Почвите се планинско-ливадни. Билото е обрасло със субалпийска тревна растителност, а северните склонове - с вековни букови гори. По билото му минава държавната граница между България и Гърция. На около 150 метра югоизточно от върха се намира гранична пирамида № 11. В северното подножие на Лозен в местността Скрътски овчарник има изоставена масивна сграда, която може да се ползва за временен подслон. Основни изходни пунктове за изкачването му са селата Ключ и Скрът и хижа Лопово.